# Processo di Barcellona

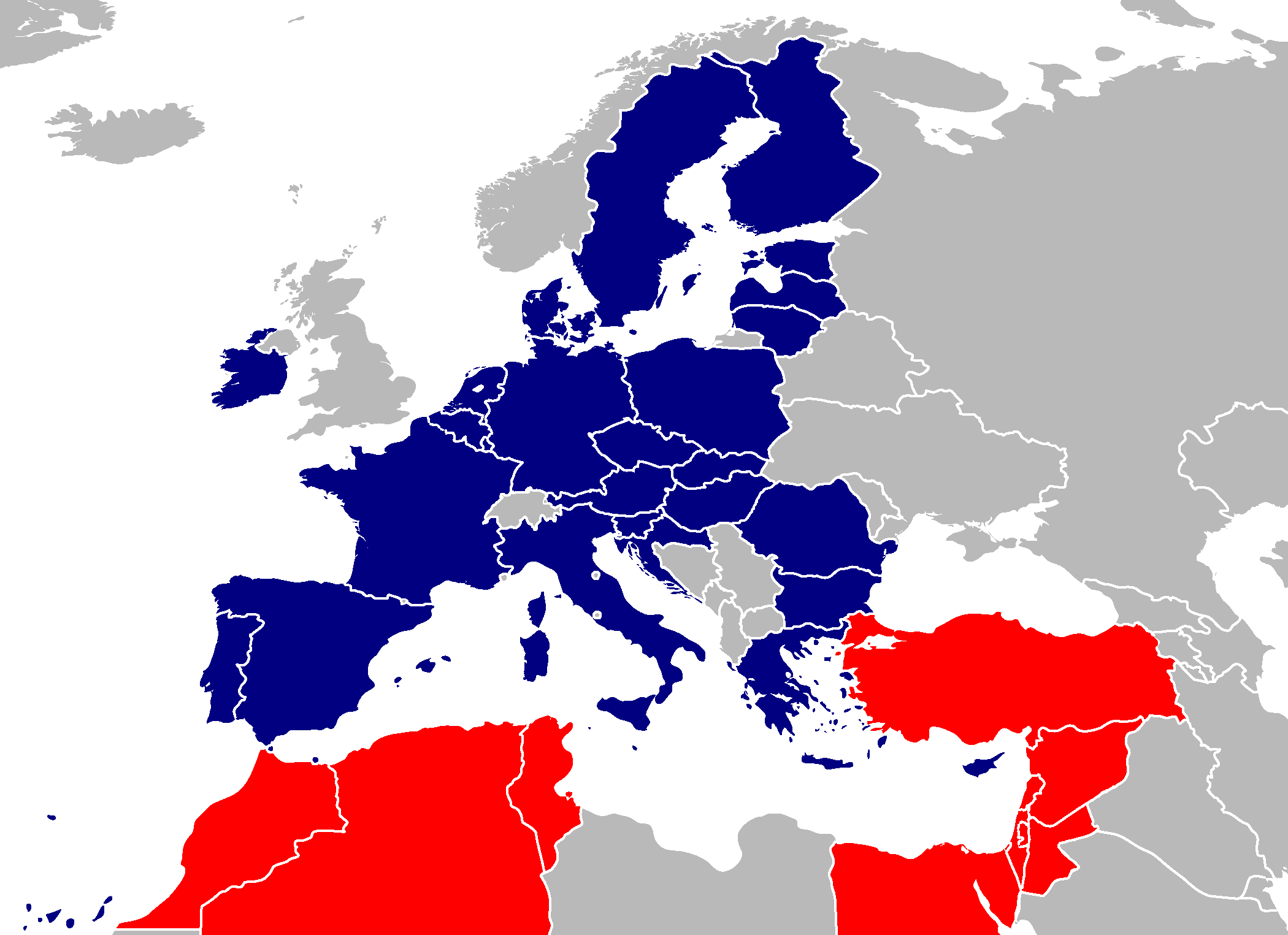
Stati membri del processo di Barcellona

Il processo di Barcellona, noto anche come Partenariato euromediterraneo, è il nome con cui si indica la strategia comune europea per la regione mediterranea. Tale processo fu avviato dall'Unione europea, che all'epoca contava 15 stati membri, e da altri 12 stati della regione durante la conferenza di Barcellona che si riunì il 27 novembre e il 28 novembre 1995. Alla conferenza parteciparono come osservatori gli Stati Uniti. Successivamente, dopo l'allargamento dell'Unione europea avvenuto nel 2004, Malta e Cipro che partecipavano al processo come paesi terzi, divennero parte del processo come membri dell'Unione europea.

## Storia
La conferenza di Barcellona fu aperta dall'allora ministro degli esteri spagnolo Javier Solana che in quell'occasione sottolineò come i paesi partecipanti avevano l'occasione per riparare ai fraintendimenti e agli scontri che ne avevano caratterizzato le relazioni nei secoli passati. Sia Ehud Barak sia Yasser Arafat spesero parole di elogio per il lavoro di coordinamento svolto da Solana. Ehud Barak disse fra l'altro, parafrasando il profeta Isaia, che i presenti avevano trasformato le loro spade in vomeri e che Israele si era così riunita al "club europeo". La Libia non era presente alla conferenza poiché il colonnello Gheddafi ritenne che quest'ultima non fosse altro che un tentativo dell'Unione europea di rincorrere una posizione egemonica esterna ai propri confini. Tuttavia, nel 2000 la Libia riconobbe e sottoscrisse gli obiettivi del processo di Barcellona.

## Obiettivi e strumenti
Il processo si sviluppa dal 1995 attraverso incontri annuali allo scopo di tracciare il percorso verso il raggiungimento degli obiettivi delineati a Barcellona che sono tre:
- obiettivo politico - La creazione di una politica per garantire la sicurezza e la stabilità della regione mediterranea, anche attraverso la scrittura di una Carta per la stabilità e la sicurezza del Mediterraneo;
- obiettivo economico - Favorire lo sviluppo economico della regione mediterranea, anche mediante la firma di appositi accordi bilaterali fra l'Unione europea e ciascuno dei partner con l'obiettivo a medio termine di istituire una zona di libero scambio nel 2010 (EU-MEFTA);
- Obiettivo culturale - La creazione di uno scambio culturale costante e forte fra le società civili dei paesi membri. Implicitamente in questo punto si fa ricadere la promozione della conoscenza e del rispetto delle culture reciproche (con particolare riguardo ai diritti civili e politici).

Il processo prevede l'utilizzo sia di accordi bilaterali fra gli Stati membri, sia la definizione di politiche regionali. Gli attuali dieci partner mediterranei beneficiano dei fondi della Banca europea degli investimenti all'interno del programma MEFTA di sviluppo del Mediterraneo.

## Posizioni favorevoli e contrarie
Secondo alcuni analisti il processo è inefficace. Il perdurare del conflitto israelo-palestinese sta avendo l'effetto di rendere particolarmente difficile il conseguimento dell'obiettivo politico del processo di Barcellona.
L'obiettivo economico, al contrario, può essere considerato un successo e, per quanto concerne l'obiettivo culturale, sono stati avviati numerosi progetti per favorire gli scambi culturali fra gli stati rivieraschi. Viene, inoltre, criticato  il ruolo predominante dell'Unione europea che, nell'indicare lo stato di avanzamento dei singoli progetti e le tempistiche di realizzazione degli obiettivi avrebbe dato l'impressione di un processo sostanzialmente diretto dalla stessa. La questione di un rafforzamento del ruolo dei paesi mediterranei nel processo è stata sollevata più volte nel corso degli ultimi anni .
Secondo alcuni gli accordi di Agadir del 2004, che gettano le basi per un'area di libero scambio sulla costa sud del mediterraneo, rappresenterebbero il primo passo per la creazione dell'area di libero scambio del Mediterraneo.
Obiettivo, quest'ultimo, riaffermato dal summit di Barcellona del 2005 accanto a quello della lotta contro l'immigrazione clandestina.

## L'Unione per il Mediterraneo
L'obiettivo più a lungo termine del partenariato, è la creazione dell'Unione per il Mediterraneo (o "Unione mediterranea"). Proprio alla creazione di quest'ultima ha fatto riferimento Nicolas Sarkozy durante la campagna elettorale del 2006.

## Stati partecipanti
Oltre ai 15 paesi membri dell'Unione Europea hanno preso parte alla conferenza di Barcellona e sono impegnati nel partenariato:
- Algeria
- Egitto
- Israele
- Giordania
- Libano
- Marocco
- Siria
- Tunisia
- Turchia
- Palestina